# FC Ameri Tiflis
Der FC Ameri Tiflis (georgisch სკ ამერი თბილისი) war ein Fußballverein in Georgien, der 2002 gegründet und 2009 aufgelöst wurde.

## Saison
In der Saison 2004/2005 holte der Verein in der zweiten Liga 72 Punkte in 30 Spielen und schaffte als ungefährdeter Tabellenführer am Ende der Saison den Aufstieg in die höchste georgische Spielklasse, die Umaghlessi Liga. Im georgischen Vereinspokal erreichte man das Viertelfinale.
In der Saison 2005/2006 belegte man in der Liga den siebten Platz und gewann im Pokalfinale gegen Sestaponi nach Elfmeterschießen den ersten Titel der noch jungen Vereinsgeschichte. Durch diesen Erfolg qualifizierte sich Ameri auch für den UEFA-Pokal 2006/2007.
Da der Verein für die Saison 2008/09 keine Lizenz für die Umaghlessi Liga erhielt, musste der Verein in die Pirveli Liga (2. Liga) absteigen.

## Erfolge
- Georgischer Pokalsieger: 2006, 2007
- Georgischer Superpokalsieger: 2006, 2007

| Saison  | Klasse | Liganame        | Sp. | g  | u | v  | Torverh. | Pkte | Platz (von) | Anmerkung                       |
| ------- | ------ | --------------- | --- | -- | - | -- | -------- | ---- | ----------- | ------------------------------- |
| 2003/04 | 2.     | Pirveli Liga    | 30  | 12 | 7 | 11 | 34:24    | 43   | 12. (16)    |                                 |
| 2004/05 | 2.     | Pirveli Liga    | 30  | 23 | 3 | 4  | 93:18    | 72   | 1. (16)     | Aufsteiger in die Umaglesi Liga |
| 2005/06 | 1.     | Umaghlessi Liga | 30  | 15 | 4 | 11 | 32:26    | 49   | 7. (16)     | Gewinner des Georgischen Pokals |
| 2006/07 | 1.     | Umaghlessi Liga | 26  | 17 | 6 | 3  | 53:14    | 57   | 3. (14)     | Gewinner des Georgischen Pokals |
| 2007/08 | 1.     | Umaghlessi Liga | 26  | 15 | 3 | 8  | 48:27    | 48   | 5. (14)     |                                 |
| 2008/09 | 2.     | Pirveli Liga    | 30  | 21 | 5 | 4  | 56:16    | 68   | 1. (16)     | Kein Lizenz für die Profi-Liga  |

Trainer ist Giorgi Tschichradse, der Vereinspräsident heißt Surab Pozchweria. Die bekanntesten Spieler von Ameri sind der erst 18-jährige Stürmer Rati Zinamdsghwrischwili und Suliko Dawitaschwili, der schon zweimal Torschützenkönig in Georgien wurde.

## Europapokalbilanz
| Saison  | Wettbewerb | Runde                  | Gegner             | Gesamt          | Hin     | Rück          |
| ------- | ---------- | ---------------------- | ------------------ | --------------- | ------- | ------------- |
| 2006/07 | UEFA-Pokal | 1. Qualifikationsrunde | FC Banants Jerewan | (a)2:2(a)       | 0:1 (H) | 2:1 (A)       |
| 2006/07 | UEFA-Pokal | 2. Qualifikationsrunde | Hertha BSC         | 2:3             | 0:1 (A) | 2:2 (H)       |
| 2007/08 | UEFA-Pokal | 1. Qualifikationsrunde | GKS Bełchatów      | 2:2 (2:4 i. E.) | 0:2 (A) | 2:0 n. V. (H) |

Gesamtbilanz: 6 Spiele, 2 Siege, 1 Unentschieden, 3 Niederlagen, 6:7 Tore (Tordifferenz −1)